# A Beautiful Day in the Neighborhood
A Beautiful Day in the Neighborhood is een biografische dramafilm uit 2019 onder regie van Marielle Heller. De film is gebaseerd op een artikel van Esquire-journalist Tom Junod over de Amerikaanse televisiepresentator Fred Rogers. De hoofdrollen worden vertolkt door Tom Hanks, Matthew Rhys, Susan Kelechi Watson en Chris Cooper.

## Verhaal
Lloyd Vogel, een gelauwerde en cynische journalist, besluit met tegenzin om televisiepresentator Fred Rogers te interviewen voor het tijdschrift Esquire. De ontmoeting met Rogers verandert echter zijn kijk op het leven.

## Rolverdeling
| Acteur               | Personage     | Opmerkingen                               |
| -------------------- | ------------- | ----------------------------------------- |
| Tom Hanks            | Fred Rogers   |                                           |
| Matthew Rhys         | Lloyd Vogel   | Gebaseerd op journalist Tom Junod         |
| Susan Kelechi Watson | Andrea Vogel  |                                           |
| Chris Cooper         | Jerry Vogel   |                                           |
| Enrico Colantoni     | Bill Isler    | Producent van Mister Rogers' Neighborhood |
| Maryann Plunkett     | Joanne Rogers |                                           |
| Tammy Blanchard      | Lorraine      |                                           |
| Wendy Makkena        | Dorothy       |                                           |
| Saskia Jaffrey       | Ellen         |                                           |
| Carmen Cusack        | Margy         |                                           |
| Noah Harpster        | Todd          |                                           |
| Maddie Corman        | Betty Aberlin |                                           |

## Productie

### Ontwikkeling
Op 1 november 1998 publiceerde het tijdschrift Esquire met Can You Say...Hero? een artikel van journalist Tom Junod over Fred Rogers, de televisiepresentator en dominee die in de jaren 1960 het educatief kinderprogramma Mister Rogers' Neighborhood (1968–2001) creëerde. In het artikel beschrijft Junod hoe zijn ontmoeting met de zachtaardige Rogers zijn kijk op het leven veranderde. In 2006 schreef journalist Tim Madigan met de autobiografie I'm Proud of You een gelijkaardig verhaal over Rogers. Madigan interviewde Rogers in 1995 voor de krant Fort Worth Star-Telegram en ontwikkelde nadien een intense vriendschap met Rogers, die hij na verloop van tijd zelfs als een surrogaatvader begon te beschouwen.
In september 2013 raakte bekend dat Micah Fitzerman-Blue en Noah Harpster het boek van Madigan tot een filmscript hadden omgevormd. Regisseurs Jonathan Dayton en Valerie Faris hoopten het project te verfilmen. Het script van Fitzerman-Blue en Harpster belandde in december 2013 op de Black List, een lijst van beste niet-verfilmde scripts. In de daaropvolgende jaren viel het project stil.
Begin 2018 raakte bekend dat het script van Fitzerman-Blue en Harpster door TriStar Pictures zou verfilmd worden, in samenwerking met acteur Tom Hanks en regisseuse Marielle Heller. Het project was aanvankelijk bekend onder de titel You Are My Friend en was niet langer gebaseerd op het boek van Madigan, maar wel op het artikel van Junod. Datzelfde jaar bracht Focus Features met Won't You Be My Neighbor? (2018) ook een documentaire over Rogers uit. De documentaire, waarin Junod ook aan bod kwam, werd een groot succes in de Verenigde Staten.
In december 2018 werd de titel van de film officieel veranderd in A Beautiful Day in the Neighborhood.

### Casting
In januari 2018 raakte bekend dat Fred Rogers door Tom Hanks zou vertolkt worden. Hanks weigerde de rol aanvankelijk omdat hij in de jaren voordien met Richard Phillips, Chesley Sullenberger en Walt Disney al meerdere bestaande personen had vertolkt, maar aanvaardde de rol uiteindelijk toch door zijn goede relatie met Heller. In juli 2018 werd Matthew Rhys gecast als Lloyd Vogel, een fictieve journalist die gebaseerd is op Junod. In augustus werd Chris Cooper gecast als de vader van Rhys' personage en een maand later werd ook Susan Kelechi Watson aan het project toegevoegd. In oktober 2018 raakte de casting van onder meer Enrico Colantoni, Maryann Plunkett, Tammy Blanchard en Wendy Makkena bekend.

### Opnames
De opnames gingen op 10 september 2018 van start in Pittsburgh (Pennsylvania) en eindigden op 9 november 2018. Een deel van de set in Pittsburgh werd aangepast zodat ook scènes die zich in New York afspelen in de stad opgenomen konden worden. Er vonden ook opnames plaats in de Fred Rogers Studio van televisiezender WQED, waar Rogers het kinderprogramma Mister Rogers' Neighborhood opnam.
Op 12 oktober 2018 vond er op de set een dodelijk ongeluk plaats. Soundmixer James Emswiller kreeg een hartaanval, viel van een balkon twee verdiepingen naar beneden en overleed.

## Release
De film ging op 7 september 2019 in première op het internationaal filmfestival van Toronto (TIFF). In België en Nederland zal de film in respectievelijk januari en februari 2020 in de bioscoop uitgebracht worden.